# Ивакуни
Ивакуни (јап. 岩国市) град је у Јапану у префектури Јамагучи. Према попису становништва из 2005. у граду је живело 149.702 становника.

## Становништво
Према подацима са пописа, у граду је 2005. године живело 149.702 становника.
| 1995.   | 2000.   | 2005.   |
| ------- | ------- | ------- |
| 156.347 | 153.985 | 149.702 |